# Limnophila nematocera
Limnophila nematocera är en tvåvingeart som först beskrevs av Alexander 1939.  Limnophila nematocera ingår i släktet Limnophila och familjen småharkrankar.
Artens utbredningsområde är Ecuador. Inga underarter finns listade i Catalogue of Life.